# Brasserie d'Oc
La Brasserie d’Oc est une brasserie artisanale implantée depuis 2004 à Mèze dans le département de l’Hérault. Cette brasserie n'est plus en activité depuis 2017.

## Produits

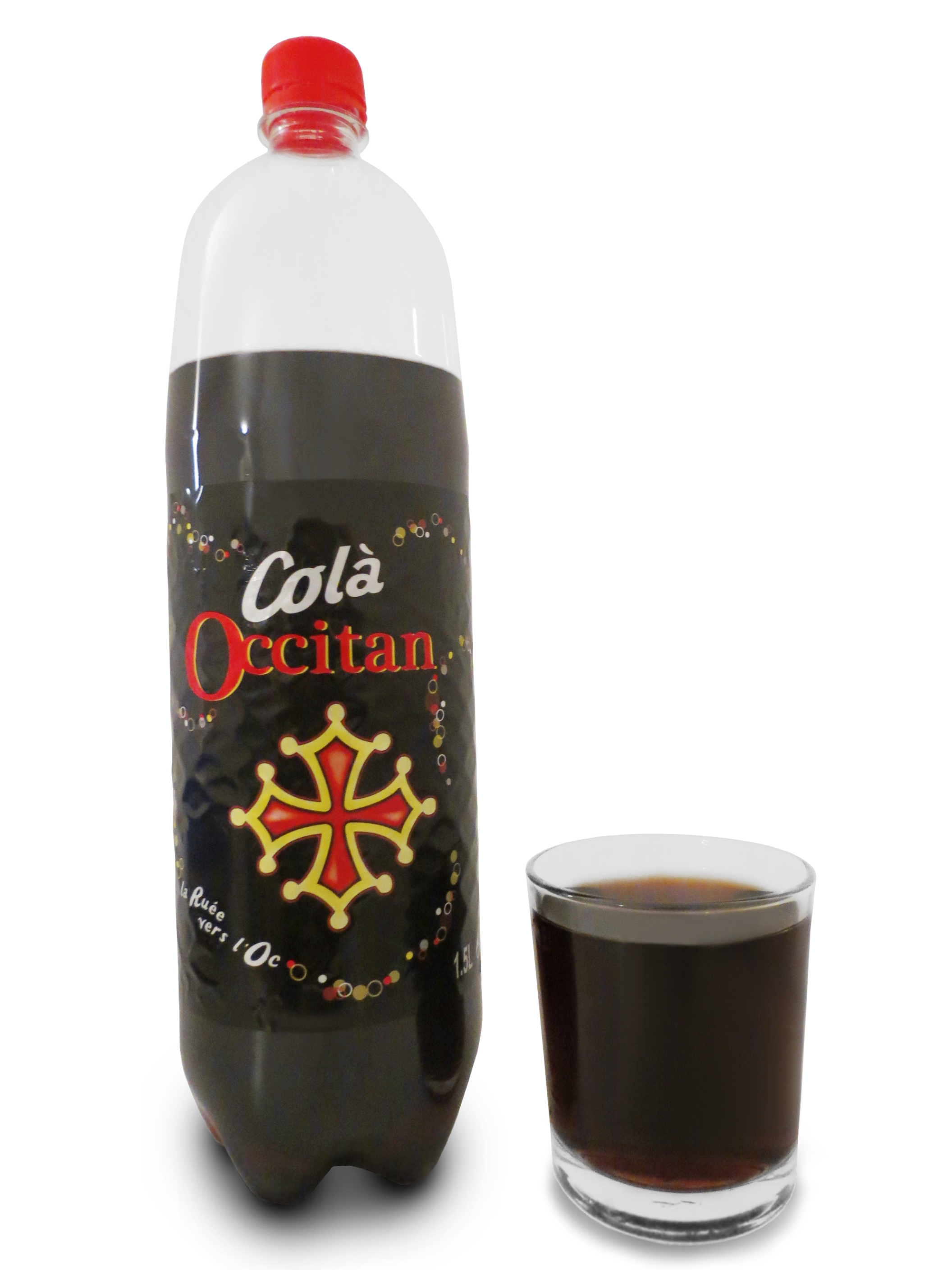
Une bouteille de Colà Occitan.

La Brasserie d'Oc fabrique diverses bières sur « lie ». Elle commercialise notamment l'Occita, bière ambrée de 5,5° en bouteille de 33cl et 75cl et la Pesca, bière blonde de 5° en bouteille de 33cl et 75cl, ainsi que la Mouska, une bière spéciale, bière blonde aromatisée au muscat de Frontignan. D'après les spécialistes, cette dernière peut accompagner aussi bien un foie gras qu’un fromage bleu affiné.
Elle fabrique aussi un cola d’alternative culturelle, le Colà Occitan, arborant la croix occitane sur ses bouteilles,,.

## Visites culturelles
La Brasserie d'Oc étant ouverte toute l'année, il est possible de la visiter afin de découvrir le fonctionnement d'une brasserie artisanale.